# 68W
68W (im NATO-Buchstabieralphabet als 68-Whiskey ausgesprochen) ist die militärische Funktionsbezeichnung (Military Occupational Speciality, MOS) für den Sanitäter im Rahmen des Militärischen Sanitätsdienstes der US-Armee. 68Ws sind in erster Linie für die medizinische Notfallbehandlung am Ort der Verwundung auf dem Schlachtfeld, die eingeschränkte Grundversorgung sowie den Gesundheitsschutz und die Evakuierung an einem Ort der Verletzung oder Krankheit verantwortlich.

## Allgemeines
Bekannt als Combat Medic Specialist und gelegentlich als Health Care Specialist, besteht die Hauptaufgabe der Kampfmediziner in der United States Army darin, verletzte Soldaten und ihre Angehörigen medizinisch zu versorgen und, falls erforderlich, Feinde zu bekämpfen. Mitglieder der 68. Whiskey dienen als erste Stufe der Versorgung und begleiten Einheiten, die die Mindestgröße von einem Zug besitzen oder die Maximalgröße von Bataillonen, während des Trainings und des Einsatzes. 68Ws bieten medizinische Erstversorgung, Evakuierung und Aufsicht für andere Soldaten mit medizinischer Ausbildung (zum Beispiel als Combat Lifesaver ausgebildete Soldaten) sowie medizinische Beratung für die Befehlskette der Einheit. Zusätzlich zur medizinischen Notfallversorgung bieten 68W-Mitglieder Soldaten, Angehörigen des Militärs und befugtem Zivilpersonal paraprofessionelle medizinische Versorgung in militärmedizinischen Behandlungseinrichtungen an. In dieser Funktion arbeiten 68W unter der Aufsicht von Arzthelfern und Ärzten zusammen mit anderen medizinischen Fachkräften. 
68Ws werden zunächst als national registrierte Rettungssanitäter (auf EMT-B-Ebene) ausgebildet und zusätzlich in trauma- und armeespezifischen Techniken und Verfahren geschult. Derzeit ist die Aufrechterhaltung der zivilen Akkreditierung erforderlich, und Weiterbildung wird in der Regel angeboten, einschließlich der Möglichkeit, durch militärische und zivile Ausbildung zusätzliche Qualifikationen zu erwerben. Gegenwärtig verlangt nur die US Army von ihren Medizinern, dass sie eine zivile Akkreditierung besitzen, um die Ausbildung zu beenden und weiterhin als 68W zu arbeiten.
Zivile Entsprechungen sind nur eingeschränkt vorhanden, da das Spektrum an Fähigkeiten und Schulungen für 68W sehr umfangreich ist. Die meisten von ihnen sind jedoch ohne zusätzliche Fachausbildung in Bereichen ausgebildet, die sich unter anderem mit zivilen Rettungskräften (wie Notfallsanitätern), medizinischen Assistenten, Pharmazeutisch-technische Assistenten, Mitarbeitern der Patientenverwaltung, Büroleitern, Disponenten und Krankenwagenfahrern oder Patientenpflegehelfer überschneiden. Dienstältere 68W, die als Unteroffiziere befördert wurden, übernehmen in der Regel mehr Verwaltungsaufgaben in Behandlungseinrichtungen, während sie weitere 68W ausbilden und beaufsichtigen.

## Zusätzliche Fähigkeitenserweiterungen
Additional Skill Identifiers (ASI) werden an Personal vergeben, das über eine zusätzliche Ausbildung in einem bestimmten Fachgebiet verfügt, und wirken sich darauf aus, welchen Positionen ein Soldat, der den Skill Identifier besitzt, zugewiesen werden kann. Diese werden an den MOS-Code eines 68W angeheftet. Zum Beispiel würde ein 68W, der als Flight Paramedic ausgebildet ist, als 68WF2 bezeichnet werden. Die Mehrheit der zuvor verwendeten ASIs wurde geändert, um mit ihrem eigenen spezifischen Training zu völlig anderen MOS-Codes zu werden.
Aktive ASIs
- F2 bezeichnet den US Army Flight Paramedic
- W1 bezeichnet einen 68W, welcher den Kurs Special Operations Combat Medic abgeschlossen hat
- Y8 bezeichnet einen Allergy and Immunology Specialist

Ehemalige ASIs
- P1 ist Orthopäde. P1 wird jetzt als MOS 68B identifiziert.
- M6 ist praktischer Krankenpflegespezialist. M6 wird jetzt als MOS 68C identifiziert.
- N9 ist Physiotherapeut. N9 wird jetzt als MOS 68F identifiziert.
- N3 ist Ergotherapeutin. N3 wird jetzt als MOS 68L identifiziert.
- Y6 ist ein Herz-Kreislauf-Spezialist. Y6 wird jetzt als MOS 68N identifiziert.
- P2 ist ein HNO-Spezialist. P2 wird jetzt als MOS 68U identifiziert.
- P3 ist Optometriespezialist. P3 wird jetzt als MOS 68Y identifiziert.

## Geschichte
Gegenwärtig als 68 W bekannt, wurde der medizinische Basis-MOS der US Army mit Wirkung zum 1. Oktober 2006 geändert. Während der Ära des Vietnamkrieges war der MOS-Code 91B. Die Abteilung des stellvertretenden Stabschefs der Army gab im September 1999 eine Mitteilung zur künftigen Änderung für die zugelassenen praktischen Krankenschwestern MOS 91B und 91C heraus. Mit dieser Mitteilung wurde der Übergang des Personals beider MOS auf 91W zum 1. Oktober 2001 festgelegt und endet am 30. September 2007. Der 91W MOS erforderte zusätzliche Schulungen und die Aufrechterhaltung der zivilen EMT-Zertifizierung, die zuvor für Soldaten optional war. Das Personal der US Army, das den MOS 91C hält, würde zu 91 W (und später zu 68 W) mit einer zusätzlichen Fähigkeitskennung von M6. Während des Übergangszeitraums erhielten alle als 91B und 91C eingestuften Soldaten die Kennung Y2, bis sie eine zusätzliche Ausbildung zum 91W absolviert hatten, in einen anderen MOS eingestuft wurden oder aus der US Army entlassen wurden. Der administrative Titel von 68W wurde ebenfalls geringfügig geändert. Früher einfach als Combat Medic bekannt, wurde es in Health Care Specialist geändert, um Soldaten bei der Erlangung ziviler Gleichwertigkeit zu unterstützen, wenn sie die in der US Army erlernten Fähigkeiten mit ihren zivilen Gegenstücken vergleichen. Es wurde in den bekannteren Combat Medic Specialist geändert, um den Namen und den Ruf zu bewahren, den die MOS bereits aufgebaut hat. Umgangssprachlich werden 68Ws als „Doc“ bezeichnet, wenn sie das Vertrauen und die Zuversicht der Infanteristen erworben haben, um die sie sich kümmern müssen, ein Titel, der nicht leicht verdient werden kann.

## Ausbildung und Zuordnung
Die Funktionsausbildung zum 68W steht Männern und Frauen mit einer Mindestpunktzahl von 107 GT und 101 ST auf der Armed Services Vocational Aptitude Battery offen. Nach Abschluss des Basic Combat Training trainieren die Soldaten für das Schiff MOS 68W1O in Fort Sam Houston, Texas, für das Advanced Individual Training (AIT). Das Training dauert in der Regel 16 Wochen und umfasst eine Kombination aus Vorlesungen und praktischen Feldübungen. Die ersten beiden Monate des Kurses konzentrieren sich auf CPR- und EMT-B-Kenntnisse und schließen mit schriftlichen und praktischen Prüfungen ab. Potenzielle 68W müssen die NREMT bestehen (mit maximal drei Versuchen), um in den speziellen Kurs der US Army einzusteigen, der als „Whiskey-Phase“ bezeichnet wird. Soldaten, die die NREMT nicht bestehen können, werden gemäß den Anforderungen der US Army in einen anderen MOS umklassifiziert. Die Whiskey-Phase umfasst die letzten zwei Monate der 68W-Ausbildung und besteht aus militärischer Notfallmedizin, Patrouillen, militärischen Operationen im städtischen Gelände (MOUT) und militärspezifischen medizinischen Evakuierungsverfahren. 68Ws werden in zusätzlichen medizinischen Fähigkeiten geschult, die sie nur in einem militärischen Umfeld ausführen dürfen, da ihr EMT-B-Tätigkeitsbereich auf ziviler Seite begrenzt ist. Diese zusätzlichen Fähigkeiten basieren auf den Leitlinien der Tactical Combat Casualty Care und umfassen die Notfall-Krikothyrotomie, die Wiederbelebung, das Verabreichen von Flüssigkeiten (Injektionen), die Verabreichung von Medikamenten, die Behandlung von Kreuzungs- und Schusswunden sowie den effektiven Einsatz von Tourniquets bei Schnittverletzungen und Amputationen. Nach der Zuweisung zu einer Einheit können 68Ws nach Ermessen des Physician Assistant (PA) ihrer Einheit eine beliebige Anzahl fortgeschrittener Fähigkeiten erlernen. Die Themen werden im Allgemeinen für jede funktionale Rolle der Einheit festgelegt. Beispielsweise können 68 W, die einer Infanterieeinheit (umgangssprachlich als Linienarzt bezeichnet) zugeordnet sind, Informationen über fortgeschrittene Traumabehandlungen erhalten, einschließlich venöser Kürzungen, Platzierung von Thoraxschläuchen oder Verwendung spezieller Blutungskontrollmethoden. Häufig ist der 68W für die medizinische Bereitschaft eines gesamten Zuges verantwortlich, die dem leitenden Sanitäter oder dem Befehlsteam der Untereinheit direkt gemeldet wird.
Bei Angehörigen medizinischer Einheiten können sie lernen, Medikamente zu verabreichen, die zu einer definitiveren Behandlung führen, als es ihren zivilen Kollegen gestattet ist. Insbesondere Brigade Support Battalions (BSB) können eine ganze Kompanie mit 68 W, die als „Charlie Med“ bezeichnet wird, beschäftigen, da die Charlie Company die endgültige medizinische Einheit in dieser Art von Bataillon ist. Entsprechend der Mission der BSB wird die Hauptmission der 68W in die Rolle der Behandlung und/oder Evakuierung fallen, um die Brigade zu unterstützen. 68Ws, die in einem BSB arbeiten, können auch erwarten, dass sie in umfangreicher Fahrzeugwartung sowie Versorgung und Logistik geschult werden oder zu Infanterieunternehmen innerhalb der Brigade ausgetauscht werden, wenn 68Ws für diese Einheit fehlen. In einem Krankenhaus zur Kampfunterstützung oder einer kleineren medizinischen Behandlungseinrichtung (wie der Garnisonsklinik oder der Bataillonsstation) können 68-Ws auch schnell auf die Verwaltung von Patienten, die Fähigkeiten von medizinischen Labors und sogar die medizinische Logistik hinüber geschult werden. Im Gegensatz zu zivilen Krankenhäusern haben Kampfunterstützungskrankenhäuser keine große Anzahl von 68C (Practical Nursing Specialist) und verwenden stattdessen den 68W, der leicht verfügbar und teilweise ausgebildet ist. Einige 68Ws können zusätzliche Schulungen in EMT-P anfordern. Die Flugsanitäter der US Army werden auf diese Weise nach erfolgreicher Übermittlung eines Pakets geschult, obwohl die Plätze begrenzt sind und die Schule sehr wettbewerbsfähig sein kann. Für das Interservice Physician Assistant Program (IPAP) können sich 68 Ws bewerben, die mindestens 60 Semesterstunden mit den erforderlichen wissenschaftlichen Voraussetzungen und Schattenstunden absolvieren. Das intensive zweijährige Programm führt zu einem Master of Physician Assistant Studies an der University of Nebraska Medical College, einem Offiziersauftrag an den Oberleutnant und der Möglichkeit, sich für eine zivile Zertifizierung zu bewerben.
68W dienen auch als Rekrutierungsquelle für Sanitäter für Spezialeinsätze, wie z. B. MOS 18D (Sanitäter für Spezialeinsätze), MOS 38BW4 (Sanitäter für zivile Angelegenheiten), 160. Spezialeinsätze, Aviation Regiment, Flight Medic und 75th Ranger Regiment, Ranger Medic. Die ersteren beiden erfordern einen vollständigen MOS-Wechsel während ihrer Ausbildung, während die letzteren beiden für die Dauer ihrer Zuweisung als 68 W verbleiben. Die Teilnehmer des Assessment-Kurses für Special Forces (160. SOAR) oder des 75. Ranger-Regiments müssen den Special Operations Combat Medic-Kurs (SOCM) (ASI W1) absolvieren, einen 10-monatigen Intensivkurs in Fort Bragg, North Carolina. Qualifizierte Mediziner werden den direkten Unterstützungspositionen dieser USASOC-Aufträge (United States Army Special Operations Command) zugewiesen. SOCM-Mediziner arbeiten unabhängig innerhalb bestimmter Protokolle, und der Anwendungsbereich kann erweitert werden, wenn kein medizinischer Beauftragter anwesend ist. SOCM-Mediziner, die Spezialeinheiten zugeordnet sind, werden nach dem SOCM-Kurs regelmäßig medizinisch und militärisch weitergebildet, um die Interoperabilität mit Spezialeinheiten zu gewährleisten.

### Combat Lifesaver
Ein Combat Lifesaver (CLS) ist ein Nicht-68-W-Soldat mit minimaler medizinischer Notfallausbildung, um an der Stelle der Verletzung für Pflege zu sorgen. Es ist eine Voraussetzung, dass alle Soldaten des Erstzugangstrainings den CLS-Kurs (Combat Lifesaver) absolvieren und die CLS-Prüfung während des Basic Combat Training bestehen. IET-Soldaten, die den Kurs nicht bestehen oder die Prüfung nicht bestehen, werden in eine andere Klasse zurückgeführt, die den CLS-Kurs beginnt. Combat Lifesaver Skills sind für den Einsatz im Kampf gedacht. Die Fertigkeiten können jedoch auch auf Soldaten angewendet werden, die sich nicht im Kampf befinden. Der Combat Lifesaver wird in verschiedenen Techniken angewiesen, kampfbedingte Verletzungen zu behandeln und zu stabilisieren. Die Combat Lifesaver-Doktrin wurde entwickelt, um die Überlebensfähigkeit in Kampfumgebungen zu verbessern, in denen der Kampfmediziner möglicherweise nicht ohne weiteres verfügbar ist. Der Combat Lifesaver ist eine Brücke zwischen Selbsthilfe oder Buddy-Hilfe und dem 68W. Der Combat Lifesaver kann den 68W nach Bedarf erweitern.

## Anerkennung
68Ws können das Combat Medical Badge (CMB) und das Expert Field Medical Badge (EFMB) erhalten, wenn sie die Qualifikationsanforderungen erfüllen. Die CMB wird an medizinisches Personal vergeben, das mit Bodenwaffen oder Kampfflugzeugeinheiten von Brigade- oder geringerer Größe befasst ist oder diese unter operativer Kontrolle hat und das seine medizinischen Aufgaben zufriedenstellend erfüllt, wenn die Einheit im aktiven Bodenkampf tätig ist, sofern sie persönlich im Einsatz und unter Beschuss waren. Im Gegensatz dazu wird der EFMB nach erfolgreichem Abschluss einer intensiven zweiwöchigen Validierung der feldmedizinischen Fähigkeiten vergeben. Es darf immer nur ein Abzeichen auf der Uniform getragen werden, obwohl 68Ws beide verdienen dürfen.